# Renaixement nacional lituà
El Ressorgiment nacional lituà, alternativament Despertar nacional lituà o Renaixement nacional lituà (en lituà Lietuvių tautinis atgimimas), fou un període de la història de Lituània al segle xix en l'època en què una part essencial de les àrees habitades lituanes pertanyien a l'Imperi Rus (la Partició russa de la Confederació de Polònia i Lituània). Fou expressada per l'ascens de l'autodeterminació dels lituans que conduí a formació de la nació lituana moderna i culminà en el restabliment d'un estat lituà independent. Els membres més destacats d'aquest moviment de ressorgiment nacional foren Vincas Kudirka, Jonas Basanavičius i altres. El període en gran part corresponia a l'ascens de nacionalisme romàntic i altres ressorgiments nacionals del segle xix a Europa (per exemple, la Renaixença catalana).
El ressorgiment fou precedit per un breu període a principis del segle xix, conegugut com el "ressorgiment samogitià" conduït pels estudiants de la Universitat de Vílnius Simonas Daukantas i Simonas Stanevičius entre d'altres. El ressorgiment nacional lituà més recent pot ser connectat amb els esdeveniments de finals del segle xx, coneguts amb el nom de Revolució Cantant.

## Estatus de la llengua lituana

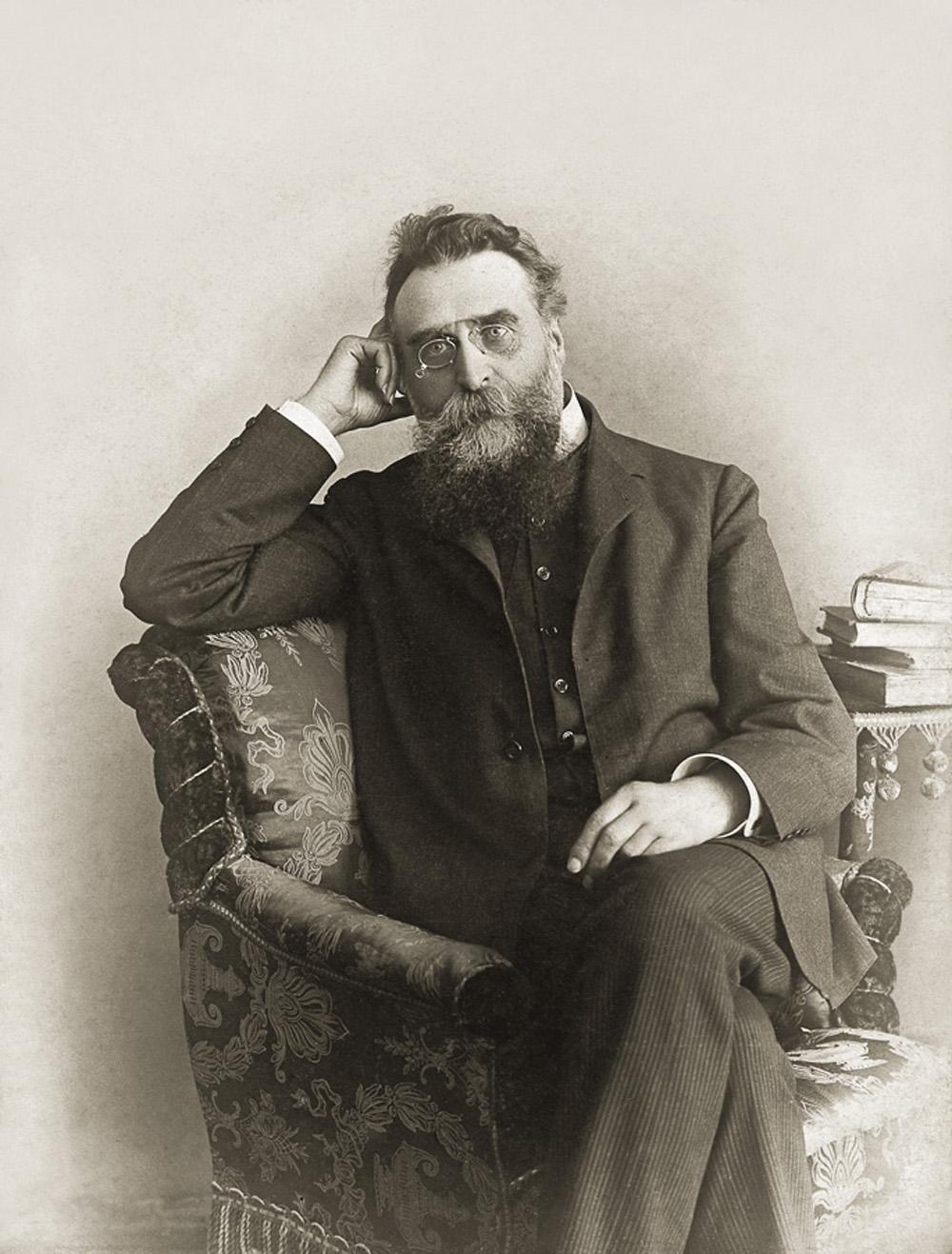
Jonas Basanavičius, un dels líders del ressorgiment

A causa d'un llarg període d'existència i nacionalitat lituano-polonesa comuna, i per la política de russificació de l'Imperi Rus, molts del nobles lituans del segle xix s'havien polonitizat i la llengua lituana era generalment utilitzada només pels pobres i per les classes mitjanes; alguns d'aquests últims tendien a utilitzar el polonès per una qüestió de "prestigi". El lituà era generalment una llengua parlada i no es considerava prou prestigiosa per a l'ús escrit; fou, tanmateix, conservat per alguns membres de la noblesa menor, especialment a la regió de Samogítia. La llengua no s'havia estandarditzat encara; la seva gramàtica variava en gran manera segons la regió en forma de dialectes des del d'Aukštaitija i Samogítia i els seus subdialectes. Fins i tot hi havia qui esperava que la llengua lituana es convertiria en una llengua extingida, donat que els territoris orientals dins del que és actualment Lituània i Belarús nord-occidental estaven cada cop més eslavitzats, i molta gent feia servir el polonès o el belarús en la seva vida quotidiana. A principis del segle xix, l'ús de la llengua lituana es limitava en gran part a les àrees rurals lituanes; l'única àrea on el lituà es considerava adequat per la literatura era la Petita Lituània a Prússia Oriental, controlada pels alemanys. Fins i tot aquí, l'afluència d'immigrants alemanys amenaçava la llengua nativa i la cultura lituano-prussiana.
Diversos factors contribuïren al seu subsegüent ressorgiment: la llengua cridà l'atenció dels estudiosos de la ciència emergent de la lingüística comparativa; després de l'abolició de la servitud a l'Imperi Rus el 1861, la mobilitat social augmentà, i els intel·lectuals lituans sorgiren de les files del populatxo rural; i la llengua esdevingué associada amb la identitat a Lituània, com a en qualsevol lloc d'Europa. Dins de l'Església Catòlica, les barreres que anteriorment impedien l'accés al sacerdoci dels plebeus s'alleujaren. Es desenvolupà una relació més propera entre el clergat educat, que cada cop més es nodria de lituans ètnics, i els seus parroquians, incloent-hi una solidaritat amb el seu desig d'utilitzar la llengua lituana. El moviment nacional emergent tractava de distanciar-se d'influències tant poloneses com russes, i l'ús de la llengua lituana es veia com un aspecte important d'aquest moviment.

## Desenvolupament de les idees nacionals

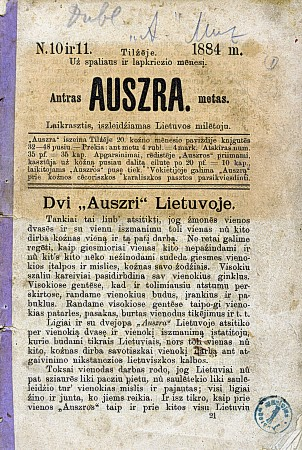
L'Auszra formulà les idees del nacionalisme

El desenvolupament de cultura i la identitat nacional lituana es veié posteriorment gravat per la prohibició de premsa lituana, una de les mesures repressives que seguiren la revolta de 1863. Després de la revolta s'abandonà finalment la servitud. El ressorgiment començà entre gent educada jove d'extracció lituana que assistia a estudis d'ensenyament superior a les universitats de l'Imperi Rus i estats estrangers. Molts provenien de famílies pageses riques, per la qual cosa, en tenir origen camperol, es trobaven menys afectats per la polonització. El moviment es traduí en la publicació de diaris lituans com Aušra i Varpas, seguit per l'escriptura de poemes i llibres en lituà. Aquestes escriptures idealitzaven el passat del Gran Ducat de Lituània, i descrivien la nació amb gran poder i molts herois.
El ressorgiment liderà el moviment d'independència, amb diverses organitzacions que s'oposaven a la influència russa. Com a resposta a això, la política russa esdevingué més dura, i se sap que hi va haver atacs contra esglésies catòliques, mentre que encara continuava la prohibició de la premsa lituana. Fins i tot en la situació d'una prohibició de premsa, l'alfabetització dels lituans continuà augmentant significativament i era una de les més grans entre les nacions de l'Imperi rus, darrere només de finlandesos, estonians i letons. La nació lituana política ja havia estat formada amb el pas dels segles; les reclamacions polítiques es verbalitzaven al Gran Seimas de Vílnius i les activitats polítiques i culturals continuaren augmentant després que la prohibició de premsa s'alcés el 1904.